# Те-Манга
Те-Манга — самая высокая точка Островов Кука, высотой 652 метра над уровнем моря. Находится на острове Раротонга.
Земля вокруг Те-Манга холмистая на юго-западе, но на северо-востоке плоская. К юго-востоку ближе всего к Те-Манге находится море. Ближайший крупный город — Аваруа, в 3,3 км к северу от Те-Манга. Территория вокруг Те-Манги почти вся покрыта джунглями.
Климат умеренный. Средняя температура 20 °С. Самый тёплый месяц — январь (23 °C), самый холодный август — 17 °C. Среднее количество осадков составляет 1488 миллиметров в год. Самый влажный месяц — январь с 201 мм осадков, а самый влажный — сентябрь с 52 мм.

## См.также
- География Острова Кука[англ.]